# غاري غرينوود
غاري غرينوود (بالإنجليزية: Garry Greenwood)‏ هو نحات أسترالي، ولد في 1943، وتوفي في 2005.